# Palindrom

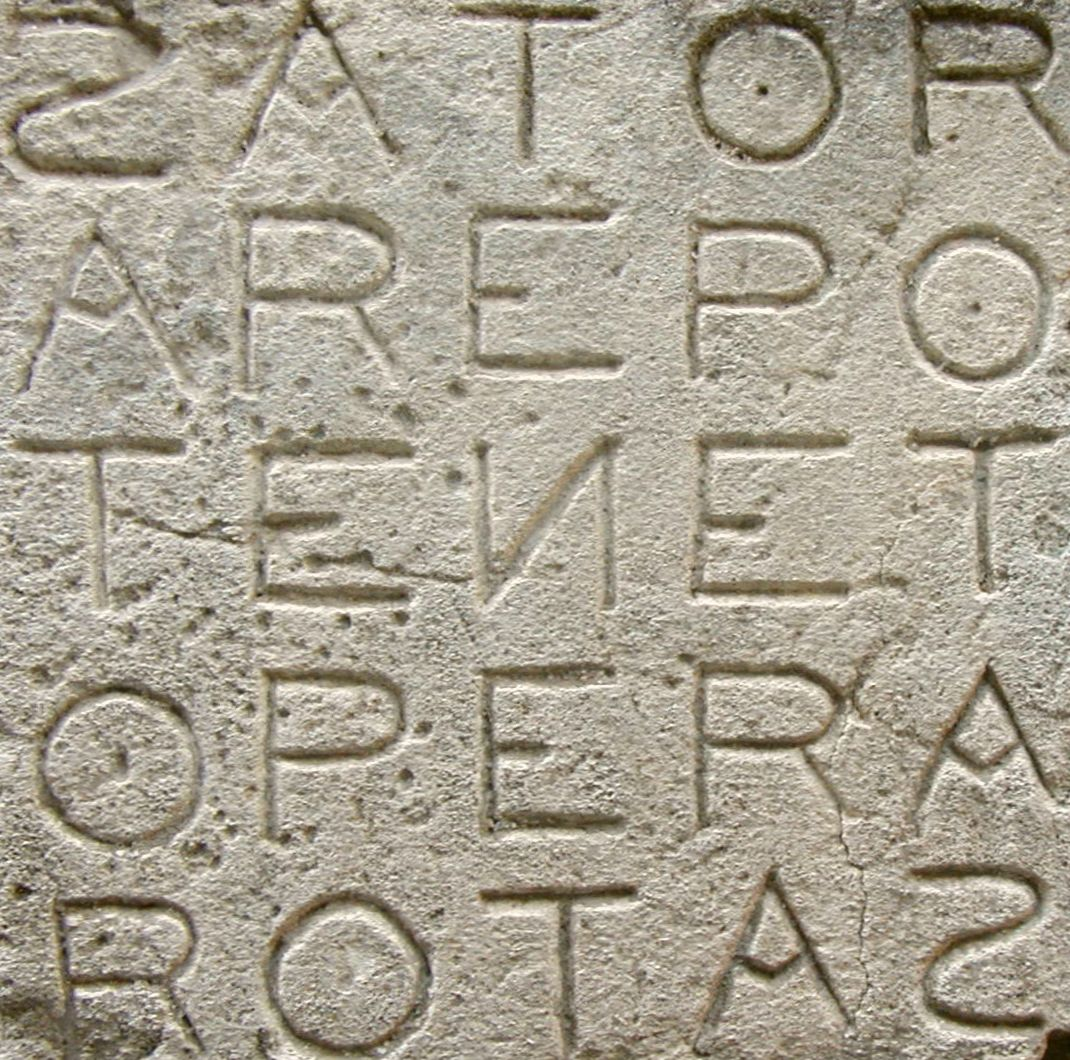
Z palindromického čtverce slova SATOR odvodil Nolan název filmu Tenet

Palindrom (z řeckého palindromos, běžící pozpátku) je slovo, věta, číslo nebo melodie (obecně jakákoliv sekvence symbolů, např. sekvence DNA), která má tu vlastnost, že ji lze číst v libovolném směru (zprava doleva nebo zleva doprava) a má vždy stejný význam.
Při posuzování, zda se jedná o stejný význam, se obvykle neberou v úvahu mezery mezi slovy a diakritika (je-li použita).
Nejdelší palindromický text v angličtině má 17 826 slov, nejdelší v češtině 435 písmen.

## Příklady slov
- Anna
- aha (uvědomění)
- bob
- děd
- kajak
- krk
- level
- ležel
- madam
- mám
- mim (tichý herec)
- Natan
- nejen
- nepochopen
- nepotopen
- nezařazen
- oko
- ono
- Oto, Otto
- pochop
- pop
- radar
- Ratar
- rotor
- Sonos
- šílíš
- šíříš
- Tenet

## Příklady vět
- Kobyla má malý bok.
- Fešná paní volá: má málo vína pan šéf?
- Jelenovi pivo nelej!
- Omyl! Jelenu nelej limo!
- Adéla mu rum ale dá.
- A dál vidí lítat netopýry potentát i lid i vláda.
- Zeman nemá kámen na mez.
- Umírá, má rýmu.
- Kuna nese nanuk.
- V elipse spí lev.
- A babi že je ježibaba?
- Malý pytel zlákal zlé typy lam.
- Báře jede jeřáb.

## Ochranné palindromy
Palindrom je v křesťanské mystice magická past chránící stavbu před vším zlým (k oklamání ďábla).
Karlův most: 1-3-5-7-9-7-5-3-1
Tato čísla s devítkou uprostřed jsou datem položení základního kamene Karlova mostu (9. července 1357 v 5 hod. 31 minut).
Staroměstská mostecká věž a Novoměstská radnice (jižní zeď):
Signa te, signa, temere me tangis et angis.

Roma tibi subito motibus ibit amor.
(„Jen se křižuj symbolem kříže, vztahuješ na mne ruku a trápíš mne bezdůvodně. Řím, který miluješ, ti bude již brzy na dosah.“) Vztahuje se k legendě o svatém Martinovi, jehož na cestě do Říma pokoušel ďábel.